# Pets
Pets è una sitcom britannica del 2001, creata e sceneggiata da Andrew Barclay e Brian West e prodotta da Fit2Fill Productions Limited. 
La serie è stata trasmessa per la prima volta nel Regno Unito su Channel 4 dal 5 maggio 2001 al 2002, per un totale di 26 episodi ripartiti su due stagioni. In Italia è stata trasmessa su MTV dal 18 ottobre 2002 al 2003.

## Trama
Il programma segue la vita di tutti i giorni di quattro animali da compagnia (in inglese pets), che vivono in una casa malridotta e sudicia dove tuttavia funzionano ancora l'elettricità e l'acqua corrente. Non si è mai visto un proprietario umano, il che suggerisce che gli animali vivano in un universo antropomorfo. I protagonisti si comportano come esseri umani, in quanto stanno in posizione eretta, parlano, guardano la televisione e leggono.

Tutti gli episodi sono indipendenti l'uno dall'altro e si svolgono interamente all'interno della casa.
Gli eventi narrati tendono ad essere molto bizzarri; nella casa avvengono vari fenomeni soprannaturali come poltergeist ed apparizioni di Arcangeli ed extraterrestri.

In Pets viene usata una tecnica, tipica delle sit-com, chiamata "reset button". Nell'arco della serie ogni animale è morto almeno una volta, per poi riapparire vivo e vegeto nell'episodio successivo. Eventi accaduti negli episodi precedenti non vengono mai rievocati, mentre vengono occasionalmente richiamati in varie puntate eventi sconosciuti del passato.

## Personaggi
- Hamish è un setter dal manto rossastro. Usa un linguaggio molto ricercato, sembra ben istruito su varie materie, anche se in realtà non le conosce nei minimi particolari. Ha un carattere mite ed è molto ansioso. Spesso desidera la compagnia di animali molto più intelligenti e acculturati di quelli che vivono assieme a lui. Forse a causa di tutto questo gli altri si coalizzano per fargli degli scherzi o lasciarlo al di fuori di particolari situazioni. In italiano è doppiato da Massimo Rossi.
- Trevor è un piccolo e grigio bulldog. È sboccato e irritabile, ha poche ambizioni e passa la maggior parte del suo tempo a masturbarsi. Ha una grande collezione di pornografia ed ha un particolare rapporto verso i mobili e gli oggetti di casa, coi quali si accoppia di continuo; inoltre beve dal water con una cannuccia. Occasionalmente Trevor può essere intelligente e arguto, ma è incline a fare cose molto strane o rozze per non annoiarsi. Il suo cibo preferito sono i sandwich. Non ha senso dell'igiene e nel suo stomaco, dagli anni '70, vivono due tenie che spesso parlano fra loro di argomenti vari, come gli ABBA o l'omicidio Kennedy. In italiano è doppiato da Pasquale Anselmo.
- JP è un pappagallo. Non ha più le piume perché le ha perse tutte giocando a carte con Trevor, e non può nemmeno volare. Ha gli occhi di colore diverso. Ha un suo animale, un pesce rosso che è morto da un bel po', anche se né JP né Trevor sembrano accorgersene. È estremamente eccentrico e sembra viva in un mondo tutto suo, e ha l'abitudine fissa di fare dei monologhi, spesso legati alle vicende della puntata, che sembrano indirizzati sia allo spettatore, rompendo la quarta parete, che a lui stesso. A JP piace bere la sua urina, cosa che ripete in conclusione di tutti i suoi monologhi, e ha un debole per Davina. In italiano è doppiato da Daniele Formica.
- Davina è una gatta persiana dal manto grigio. Soffre di depressione e ha sviluppato una dipendenza dai suoi farmaci facendola diventare una psicopatica. Ha una collezione di sacchetti di plastica macchiati di sangue che sembrano contenere qualche sorta di animale peloso. Davina cerca di far sparire questi sacchetti mettendoli sotto le assi del parquet oppure scaricandoli dallo sciacquone. Ha un ragazzo di nome Vince che le spedisce delle lettere da posti lontanissimi per scusarsi di non essere ritornato, anche se lei pensa a come fargliela pagare una volta ritornato. In italiano è doppiata da Giò Giò Rapattoni.

## Episodi
| Stagione         | Episodi | Prima TV UK | Prima TV Italia |
| ---------------- | ------- | ----------- | --------------- |
| Prima stagione   | 13      | 2001        | 2002-2003       |
| Seconda stagione | 13      | 2001        | 2003            |

## Pets Show in Italia
I personaggi di Trevor e Hamish, entrambi doppiati nel 2003 dal doppiatore torinese Luigi Rosa, ebbero un tale successo in Italia che oltre ad apparire nel videoclip del brano "Rap Lamento" di Frankie hi-nrg mc, fu affidata loro la conduzione di una trasmissione su MTV Italia chiamata Pets Show. Era una sorta di talk show in cui i due pupazzi intervistavano personaggi famosi del mondo della musica e dello spettacolo, tra i tanti Neffa, Caparezza, Eva Robin's, Mikael Kenta, Alessia Fabiani, Mascia Ferri, Elena Barolo, Camila Raznovich, Silvia Rocca e Max Tortora. Nella seconda edizione del programma, nell'autunno del 2004, si aggiunsero anche JP e Davina.